# غزاله جزایری
غزاله جزایری (زاده ۲۹ شهریور ۱۳۶۳، تهران) بازیگر تئاتر، تلویزیون و سینمای ایران است. او در سال ۱۳۸۶ با بازی در مجموعه تلویزیونی اغما به کارگردانی سیروس مقدم شناخته شد.

## زندگی‌نامه
غزاله جزایری زادهٔ ۲۹ شهریور ۱۳۶۳ در تهران است. وی از کودکی به‌همراه پدرش در تماشای تئاترهای گوناگون شرکت می‌کرد و از همان دوران به بازیگری علاقه‌مند شد. او در ۱۵ سالگی وارد عرصهٔ بازیگری گردید و از ۱۹ سالگی به‌طور حرفه‌ای فعالیت خود را در تئاتر آغاز کرد. در سال ۱۳۸۲، به‌صورت هم‌زمان پدر و مادر خود را از دست داد و مسئولیت زندگی بر عهده‌اش قرار گرفت. وی همواره از فرزانه کابلی به‌عنوان «ناجی زندگی‌اش» یاد کرده است. جزایری از اعضای خیریهٔ «برکت مهر» نیز به‌شمار می‌رود و در کنار فعالیت حرفه‌ای خود در عرصهٔ هنر، به‌حمایت از زنان سرپرست‌خانوار نیز مشغول است.

## فیلم شناسی

### سینمایی
- زندان زنان به کارگردانی منیژه حکمت ۱۳۷۹
- خاطره به کارگردانی نادر طریقت ۱۳۸۷
- مامان بهروز منو زد به کارگردانی عباس مرادیان ۱۳۸۹
- بیچاره‌ها به کارگردانی علی بهادری ۱۳۸۹[۶]
- رگ خواب به کارگردانی حمید نعمت‌الله ۱۳۹۴
- صحنه‌زنی به کارگردانی علیرضا صمدی ۱٣٩٩
- قایقران به کارگردانی محمد اسدنیا ۱٣٩٩[۷]

### مجموعه تلویزیونی
- سریال دوران سرکشی به کارگردانی کمال تبریزی ۱۳۸۰
- سریال اغما به کارگردانی سیروس مقدم ۱۳۸۶
- سریال هفت کلمه حرف حساب به کارگردانی رامین ناصر نصیر ۱۳۸۹[۸]
- سریال خانه اجاره‌ای به کارگردانی رامین ناصر نصیر ۱۳۹۰
- سریال و تله فیلم تعطیلات دوست داشتنی به کارگردانی سید وحید حسینی ۱۳۹۱[۹][۱۰]

### تله فیلم
- نقطه رهایی به کارگردانی مهدی گلستانه ۱۳۸۷[۱۱]
- شاهد عینی به کارگردانی مهدی گلستانه ۱۳۸۷[۱۲]
- جشن ایرانی به کارگردانی عباس رافعی ۱۳۸۷[۱۳]
- همه چی روبراه به کارگردانی حجت ذیجودی ۱۳۸۸
- سوته دل به کارگردانی نادر طریقت ۱۳۹۳[۱۴]

### فیلم کوتاه
- فیلم کوتاه اینم یه قصه دیگست به کارگردانی نرگس صفدریان ۱۳۸۸
- فيلم كوتاه رويا به كارگردانى فريدون خسروى ١٣٨٥

## تئاتر
- نمایش قصه شهرمون به کارگردانی افشین جعفری خواه در بولینگ عبدو و جشنواره کروک بولینگ ۱۳۷۸
- نمایش گیل گمشبه کارگردانی میکاییل شهرستانی سال ۱۳۷۹
- نمایش باغ شب نمای ما یا قبله عالم به کارگردانی هادی مرزبان
- نمایش میر عشق به کارگردانی هادی مرزبان تالار وحدت و فرهنگسرای بهمن سال ۱۳۷۹ و ۱۳۸۰، تالار هنر اصفهان سال ۱۳۸۲
- نمایش قصه بزبزکها به کارگردانی پیمان شریعتی در بولینگ عبدو در سال ۱۳۸۱
- نمایش طلسمات شمس تبریز به کارگردانی هادی مرزبان در تالار وحدت سال ۱۳۸۳
- نمایش خاطرات هنرپیشه نقش دوم به کارگردانی هادی مرزبان درتالار سنگلج سال ۱۳۸۱
- جشنواره آمین به کارگردانی فرزانه کابلی در تالار وحدت سال ۱۳۸۱
- نمایش حماسه انقلاب سنگ به کارگردانی فرزانه کابلی درافتتاحیه جشنواره فجرسال ۱۳۸۱
- کار حرکتی به کارگردانی فرزانه کابلی برای بازیهای المپیک بانوان سال ۱۳۸۴
- نمایش هدیه مادربزرگ به کارگردانی محمد رضا دوست محمدی در تالار هنر و جشنواره کودک همدان سال۱۳۸۵
- نمایش پایین گذر سقاخونه به کارگردانی هادی مرزبان در تالار وحدت سال ۱۳۸۵
- اجرا برای برنامه ال جی و پاناسونیک در تالار وحدت به کارگردانی فرزانه کابلی سال ۱۳۸۲
- نمایش در این شهر هیچ فرشته‌ای وجود ندارد به کارگردانی بیتا خارستانی تالار مولوی سال ۱۳۸۸
- نمایش پیک نیک در میدان جنگبه کارگردانی حمیدرضا حاجی ملا حسینی در تالار هنر و جشنواره بین‌المللی کودک همدان سال ۱۳۹۰
- اجرای نمایش مرحوم در سالن استاد مشایخی ۱۳۹۳
- دستیار کارگردان اجرای نمایش پرده برداری در سالن استاد مشایخی به کارگردانی حسین رحیمی سال ۱۳۹۳
- نمایشموش توی پیت حلبی به کارگردانی علی هاشمی مجموعه تئاتر شهر سالن سایه ۱۳۹۴
- نمایشبهمن به کارگردانی افروز فروزند در سالن سایه مجموعه تئاتر شهر ۱۳۹۴
- نمایشحساب پرداخت نمیشه به کارگردانی کاوه مهدوی در سالن سایه مجموعه تئاتر شهر۱۳۹۵
- نمایش الجزایر به کارگردانی میلاد فرج زاده در سالن مولوی ۱۳۹۵
- نمایشطپانچه خانوم به کارگردانی شهاب الدین حسین پور در مجموعه تئاتر شهر سالن چهارسو ۱۳۹۵
- نمایشآوازهای سرشام به کارگردانی کاوه مهدوی در تماشاخانه ایرانشهر سالن استاد ناظرزاده ۱۳۹۶
- نمايش ناتمام به كارگردانى كهبد تاراج در مجموعه تئاتر شهر سالن سايه ١٣٩٦
- نمايشطپانچه خانم به كارگردانى شهاب الدين حسين پور در سالن پاليز ١٣٩٦
- نمايشهايلايت به كارگردانى سوسن پرور در سالن باران ١٣٩٦
- نمايشدپوتات به كارگردانى اتابك نادرى در سالن شهرزاد ١٣٩٧[۱۵]

- نمايشديكتاتورعاشق به كارگردانى اصغر خلیلی در سالن تئاتر مستقل تهران ١٣٩٧
- نمايش غلامرضا لبخندى به كارگردانى كهبد تاراج در تماشاخانه ايرانشهر سالن استاد سمندريان بهار ١٣٩٨
- نمايشكميته نان به كارگردانى ليلى عاج در مجموعه تىاتر شهرسالن قشقايى بهار ١٣٩٨
- تئاتر سگ ها و استخوان هاى مادرم به كارگردانى مژگان خالقى ١٤٠١ مجموعه تئاتر شهر سالن چهارسو